# باول كندريك
باول كندريك (بالإنجليزية: Paul Kendrick)‏ هو مؤرخ أمريكي، ولد في 1983.